# ۹۹۷ (میلادی)
۹۹۷ (میلادی) نهصد و نود و هفتمین سال تقویم میلادی است.

## رویدادها
- ساموئل بلغارستان توسط پاپ گریگوری پنجم با عنوان تزار تاج‌گذاری کرد.
- شهر تروندهایم نروژ توسط اولاف اول نروژ بنیان‌گذاری شد.

## درگذشتگان
- تای‌زونگ امپراتور دودمان سونگ

‎